# Horatio Mann (2e baronnet)
Horatio (Horace) Mann, 2e baronnet (2 février 1744 - 2 avril 1814) est un homme politique britannique qui siège à la Chambre des communes entre 1774 et 1807. On se souvient de lui en tant que membre du Hambledon Club dans le Hampshire et mécène du cricket du Kent. Il est un joueur occasionnel, mais rarement en match de première classe.

## Jeunesse
Il est le seul fils survivant de Galfridus Mann, un drapier de l'armée, de Boughton Place à Boughton Malherbe, dans le Kent, et de sa femme Sarah Gregory, fille de John Gregory, de Londres. Il fait ses études à la Charterhouse School et entre à Peterhouse, Cambridge en 1760. Son père meurt le 21 décembre 1756 et il hérite de ses domaines à Boughton et à Linton. Il hérite également de plus de 100 000 £ de son père. Il épouse Lady Lucy Noel, fille de Baptist Noel (4e comte de Gainsborough), le 13 avril 1765.

## Cricket

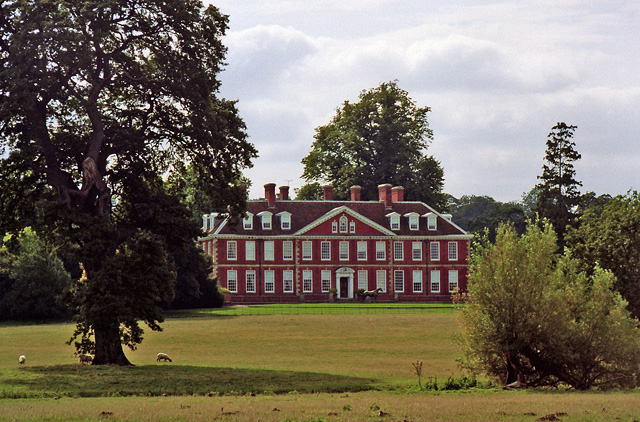
Bourne Park House

Il a plusieurs amis influents, dont John Sackville (3e duc de Dorset), avec qui il partage une vive rivalité. Il est propriétaire de Boughton Place à Boughton Malherbe et de Linton Park à Linton, tous deux près de Maidstone, et a ensuite son siège familial à Bourne Park House, près de Canterbury. Sur son domaine, il a son propre terrain de cricket, Bourne Paddock et organise de nombreux matches de première classe dans les années 1770 et 1780. Il déménage ensuite à Dandelion, près de Margate, et y établit un autre terrain qui est utilisé pour des parties de première classe à la fin du XVIIIe siècle.
Il est membre du comité des nobles et messieurs du Kent, du Hampshire, du Surrey, du Sussex, du Middlesex et de Londres. Il est membre du comité du Star and Garter dans Pall Mall, qui rédige une nouvelle révision des lois du cricket le 25 février 1774.

## Carrière politique
Il est le neveu d'Horace Mann (1er baronnet), diplomate britannique en Toscane de 1738 à 1786. Le 10 juin 1772, il est fait chevalier pour servir de mandataire à son oncle lors de l'installation de Bath.
La propriété de Mann à Linton lui donne une influence électorale à Maidstone. Aux élections générales de 1774, il se présente à Maidstone, après avoir reporté un voyage à l'étranger pour la santé de sa femme. Il est en tête du scrutin et est élu député. En 1775, son oncle lui cède le domaine familial de Bourne en échange d'une rente. Il se rend à l'étranger et, après avoir visité la France, la Toscane et l'Autriche, il rentre en Angleterre en novembre 1778. À partir de ce moment-là, il se rend presque chaque été chez son oncle à Florence. Aux élections générales de 1780, il est de nouveau réélu pour Maidstone. Il rejoint Brooks en 1780 et fait partie du groupe de gentlemen country de St. Alban's Tavern qui tente de réconcilier Fox et Pitt. Il ne se présente pas aux élections générales de 1784.
Il est à Florence lorsque son oncle meurt le 6 novembre 1786 et lui succède comme deuxième baronnet. Il exerce les fonctions de chargé d'affaires à Florence pendant six mois. Irrité par la piètre récompense qu’il a reçue pour ses services, il rentre d'Italie en 1788, apparemment pour régler les problèmes financiers résultant de la gestion des domaines de son oncle.
Il rejoint le Whig Club en janvier 1790 et, lors de l'élection générale de 1790, est élu député à Sandwich. Il est réélu sans opposition en 1796 et 1802. À ce moment-là, il est de plus en plus absent du Parlement, principalement en raison de problèmes de santé, lorsque la goutte le frappe. Il évite un scrutin et est réélu aux élections générales de 1806, mais est battu en 1807.

## Mort et héritage
Samuel Egerton Brydges le décrit comme un homme sauvage et capricieux. Par son extravagance, il réduit ses revenus à un maximum de 4 000 £ par an et laisse une succession réduite. Il est décédé le 2 avril 1814. Il a trois filles, mais aucun fils et le titre de baronnet s'éteint. Ses biens vont à son neveu James Cornwallis. Peu après, le père de Cornwallis écrit: "Mon fils a eu beaucoup de mal à succéder à une personne vraiment ruinée. Les sommes dépensées par Sir Horace sont au-delà de toute croyance, ou plutôt gaspillées. "
Il est appelé différemment Sir Horatio et Sir Horace dans les sources. Horace est utilisé comme diminutif de Horatio afin que les deux noms puissent être considérés comme un usage correct. Il a toujours été appelé Horace dans Scores and Biographies, la source principale de ses activités de cricket.